# إيفايلو بيتكوف
إيفايلو بيتكوف (بالبلغارية: Ивайло Петков)‏ (مواليد 24 مارس 1976) هو لاعب كرة قدم. يلعب مع منتخب بلغاريا لكرة القدم. سبق له أن لعب في كأس العالم لكرة القدم مع منتخب بلاده.

## روابط خارجية
- إيفايلو بيتكوف على موقع الاتحاد الدولي (مؤرشف)  (الإنجليزية)
- إيفايلو بيتكوف على موقع الاتحاد الأوربي (الإنجليزية)
- إيفايلو بيتكوف على موقع اتحاد تركيا (لاعب) (الإنجليزية)
- إيفايلو بيتكوف على موقع قاعدة بيانات كرة القدم.إي يو (الإنجليزية)
- إيفايلو بيتكوف على موقع ناشيونال فوتبول تيمز (الإنجليزية)
- إيفايلو بيتكوف على موقع Soccerway.com (الإنجليزية)
- إيفايلو بيتكوف على موقع عالم كرة القدم.نت (الإنجليزية)